# Яма (буддизм)

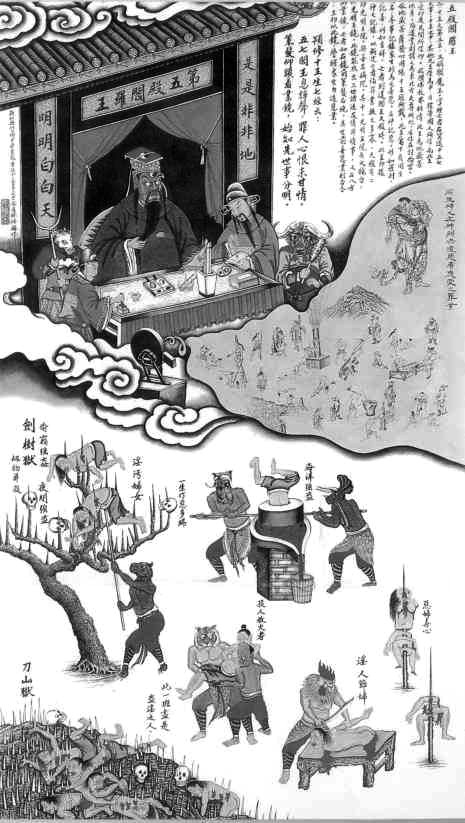
Суд Яньло-вана

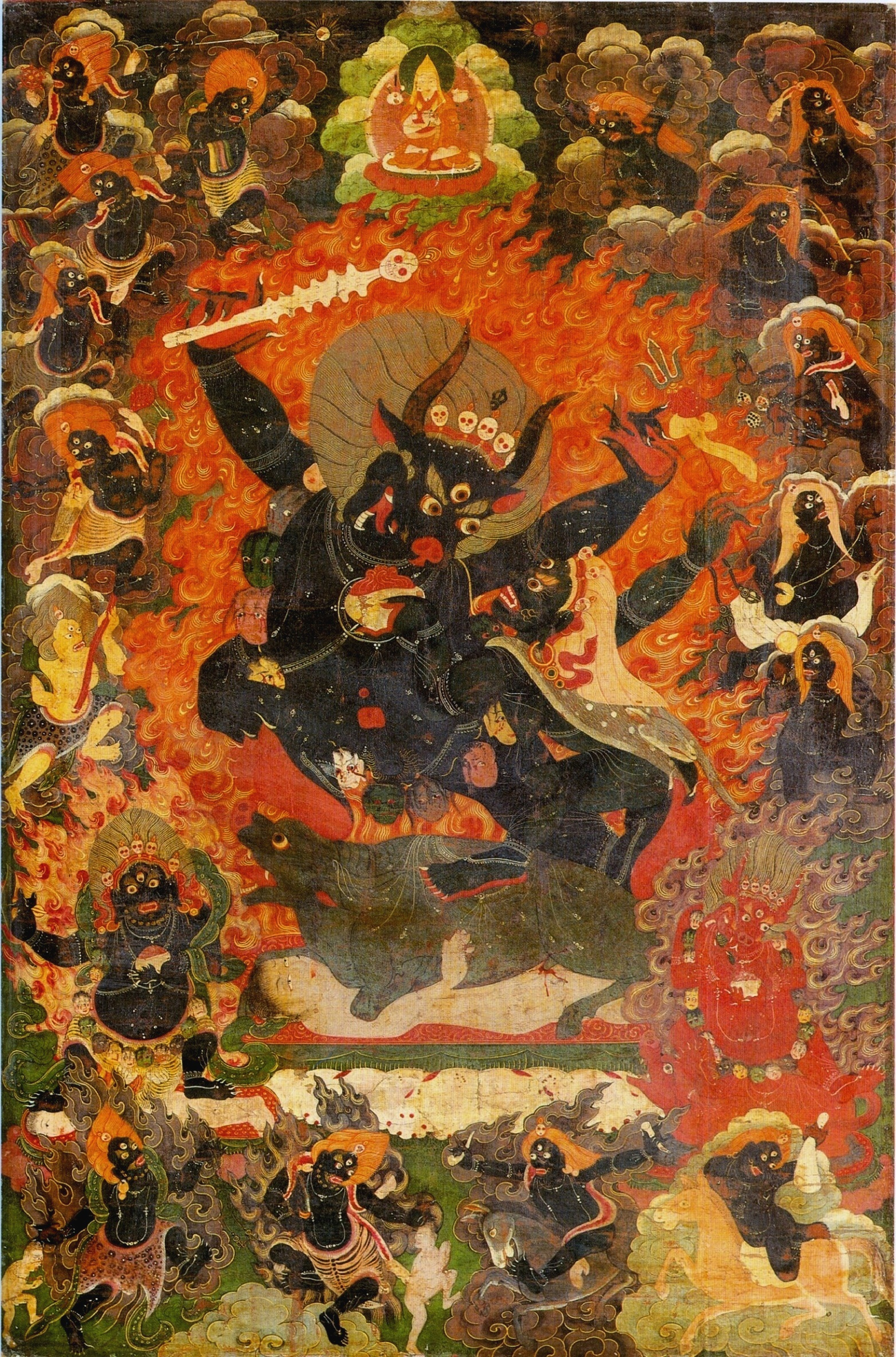
Внешний защитник учения (Ямараджа). Центр. р-н Тибета, сер. XVII в. Ямараджа изображён со своей спутницей беловолосой Чамунди, у неё тоже три глаза и корона из пяти черепов, как у Ямараджи. В руках у неё трезубец, у Ямараджи в руках булава из костей с черепом и лассо. Вверху изображение Цонкапы, вокруг него маленькие изображения Ямараджи с разными символами в руках. Ямараджа стоит на зелёном быке, который совокупляется с поверженным белым телом невежества. Справа от быка чёрный Внутренний защитник учения с лицом демона, слева — красный быкоголовый Тайный защитник учения. В нижнем правом углу на мулах Кали Дэви и Шри Дэви

Яма (Ямараджа, Чойджал, Номун-хан, Эрлик) — в буддизме бог смерти, властелин ада и верховный судья загробного царства.
В буддийской иконографии изображается синим (цвет грозного божества), имеющим рогатую бычью голову с тремя глазами, проницающими прошлое, настоящее и будущее, в ореоле языков пламени. На нём — ожерелье из черепов, в руках жезл, увенчанный черепом, аркан для ловли, меч и драгоценный талисман, указывающий на его власть над подземными сокровищами.

## Яма в китайской и японской мифологии

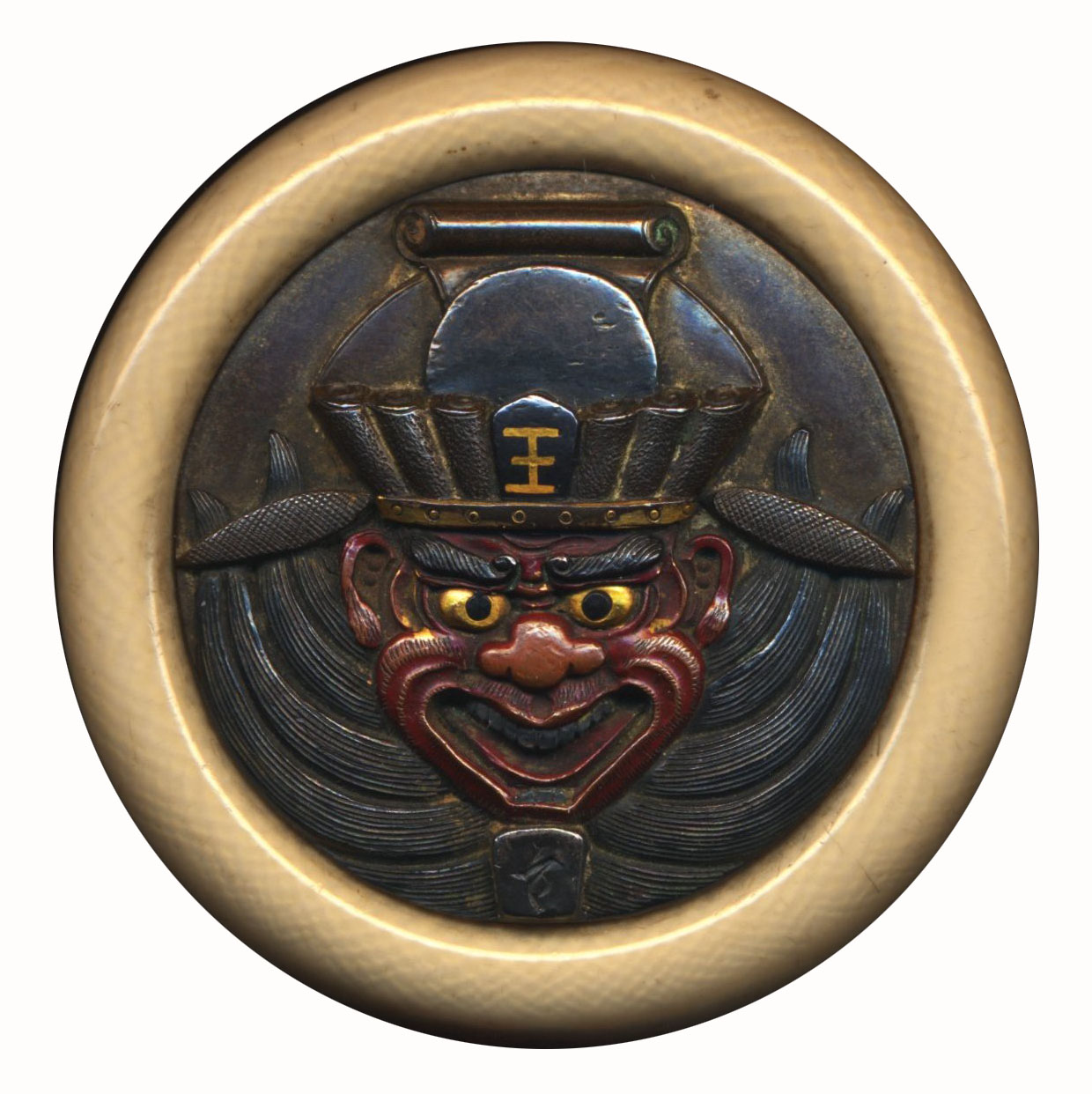
Кагамибута нэцкэ с Ямой

В китайской мифологии Бог Смерти называется Яньло-ван (кит. 閻羅王 — Yanluowang), он является правителем ада со столицей в подземном городе Юду. Здесь Яньло — не что иное, как сокращение транскрипции с санскрита «Yama Rājā» (閻魔羅社) (Царь Яма). Распространены также ещё более короткие формы имени: Яньло (кит. упр. 阎罗, пиньинь Yánluó) и Янь-ван (кит. трад. 閻王, упр. 阎王, пиньинь Yánwang), вторая, например, часто встречается в романе «Путешествие на Запад». В ранней японской мифологии бога Яньло называли «Эмма» или Эмма-о (яп. 閻魔大王 эмма дай-о:, «Великий царь Яма»).
Яньло-ван не только правитель, но и судья, который определяет судьбу всех умерших. В руках у него щётка и книга с деяниями всех душ и датой смерти. У него голова быка и лицо лошади. Стражники ада приводят к нему умерших одного за другим, чтобы Яньло-ван свершил суд. Люди с добродетелями получают хорошие перерождения, а иногда снова возвращаются к предыдущей жизни. Совершавшие дурные поступки приговариваются к пребыванию в аду с разнообразными мучениями, или получают трудные перерождения в других мирах.
Таким образом души мёртвых получают в зависимости от своих деяний перерождения от небес до ада, а после пребывания в раю или аду возвращаются в новые свои тела на Земле.
Яньло-ван рассматривается скорее как чиновник в большой управе, чем божество. В художественной литературе рассказывается немало историй, как достаточно честные смертные попадают на некоторое время на место Яньло-вана и вершат суд вместо него.
Яньло-ван изображается в традиционной шапочке судьи. Его изображение часто печатают на банкнотах жертвенных денег для духов, используемых в даосских храмах. О степени распространения образа Яньло можно судить по идеологии тайпинов, которые отождествляли его с библейским Сатаной.

## Яма втибетском буддизме
В тибетском буддизме ваджраяны Яма проявляется как Шиндже (тиб. གཤིན་རྗེ་, Вайли Gshin.rje, «владыка смерти») или полностью Шиндже Чойгьял, что соответствует санскритскому Яма Дхармараджа (IAST: Yama Dharmaraja) и переводится как «владыка смерти, царь закона» (то есть в Тибете Яма играет более широкую роль, чем в индуистском пантеоне). Ещё одно имя Ямы Дхармараджи — Каларупа.
Шиндже занимает центральное положение в описании жизни после смерти в тибетской мифологии. По легенде, он «располагается в центре ада, держит в руках меч и лейчжи мелонг, „зеркало кармы“, отражающее жизнь умершего». Четыре помощника помогают ему определить дальнейшие судьбы умерших.
В более поздних редакциях легенды Шиндже был усмирён Манджушри, а вернее, его гневной ипостасью Шинджешед (санкср.: Ямантака, «убивающий владыку смерти»). Победив Шиндже, он превратил его в дхармапалу. С тех пор Яма Дхармараджа (или Ямараджа) считается одним из восьми защитников буддийского учения в Тибете.
В практиках ваджраяны Ямараджа — божество-защитник класса ануттара-йога-тантры. Образ Ямы Дхармараджи используется теми, кто осуществляет практику Ваджрабхайравы (гневного воплощения Манджушри) в школах гелугпа, кагью и сакья.
Для направления гелугпа Яма Дхармараджа имеет особое значение, поскольку является одним из трёх основных защитников школы наряду с Махакалой и Вайшраваной, а также потому что основатель гелугпа Цонкапа считается одним из воплощений Манджушри, одолевшего Яму.
Согласно традиции гелугпа Яма Дхармараджа имеет три проявления:
- Внешний (экзотерический) защитник обычно изображается с головой быка (буйвола) и призван оберегать практиков буддизма от внешних (физических) несчастий и невзгод[8].
- Задачей внутреннего (эзотерического) защитника является противостояние внутренним человеческим слабостям (таким как страх, гордыня и другим), мешающим практику продвигаться по пути к просветлению[8]. Обычно он изображается в форме, похожей на внешнего Ямараджу, но с устрашающим лицом человеческого типа[10]. В рамках традиции гелугпа считается, что Цонкапа получил прямое видение внутреннего аспекта Ямараджи[8]. Этот мистический опыт он описал в одном из своих стихотворений[10].
- Образ тайного Ямараджи действует на уровне инстинкта, помогая практикующему проявлять внутреннюю позитивную энергию[10].

Согласно Р. Турману, в гелугпа встречается и четвёртая форма — Окончательный Ямараджа (англ. Ultimate Yamaraja), с которым ум умершего встречается в момент смерти.